# Рашаль, Исаак Давыдович
Исаак Рашаль (в советский период Рашаль Исаак Давыдович; латыш. Īzaks Rašals; 29 июня 1947 года, Рига) — советский и латвийский биолог. 
Хабилитированный доктор биологических наук (доктор в советский период). Профессор и заведующий лабораторией генетики растений Института биологии Латвийского университета. Окончил Рижский электромеханический техникум и Латвийский государственный университет. Действительный член Латвийской АН (2001). Эмеритированный учёный (2017). Президент Латвийского общества генетиков и селекционеров
Главные публикации:
- T.G. Sjakste, I. Rashal, M.S. Röder. Inheritance of microsatellite alleles in pedigrees of Latvian barley varieties and related European ancestors. Theor. Appl. Genet., 2003, 106 (3), 539—549.
- A. Kolodinska Brantestam, R. von Bothmer, I. Rashal, J. Weibull. Changes in the genetic diversity of barley of Nordic and Baltic origin, studied by isozyme electrophoresis. Plant Genetic Resources Evaluation & Utilization, 2003, 1 (2/3), 143—149.
- A. Dreiseitl, I. Rashal. Powdery mildew resistance genes in Latvian barley varieties. Euphytica, 2004, 135 (3), 325—332.
- A. Kolodinska Brantestam, R. von Bothmer, C. Dayteg, I. Rashal, S. Tuvesson, J. Weibull. Inter simple sequence repeat analysis of genetic diversity and relationships in cultivated barley of Nordic and Baltic origin. Hereditas, 2004, 141 (2), 186—192.
- L. Lepse, I. Rashal. Homogeneisation of the old cucumber variety ‘Dindona Zalie Kekaru’. Biologija, 2005, N. 1, 6-10.
- A. Kolodinska Brantestam, R. von Bothmer, C. Dayteg, I. Rashal, S. Tuvesson, J. Weibull. Genetic diversity changes and relationships in spring barley (Hordeum vulgare L.) germplasm of Nordic and Baltic areas as shown by SSR markers. Genetic Resources and Crop Evolution, 2007, 54 (4), 749—758.
- A. Sruoga, I. Rashal, D. Butkauskas, L. Ložys. Variety of mtDNA haplotypes in the populations of the European perch (Perca fluviatilis) of the Curonian Lagoon, the coastal zone of the Baltic Sea and the Gulf of Rīga. Proc. Latvian Acad. Sci, Sect. B, 2007, 61 (3/4), 91-95.
- G. Lacis, E. Kaufmane, I. Rashal. V. Trajkovski, A.F. Iezzoni. Identification of self-incompatibility (S) alleles in Latvian and Swedish sweet cherry genetic resources collections by PCR based typing. Euphytica, 2008, 160 (2), 155—163.